# ヴォルフシュルーゲン

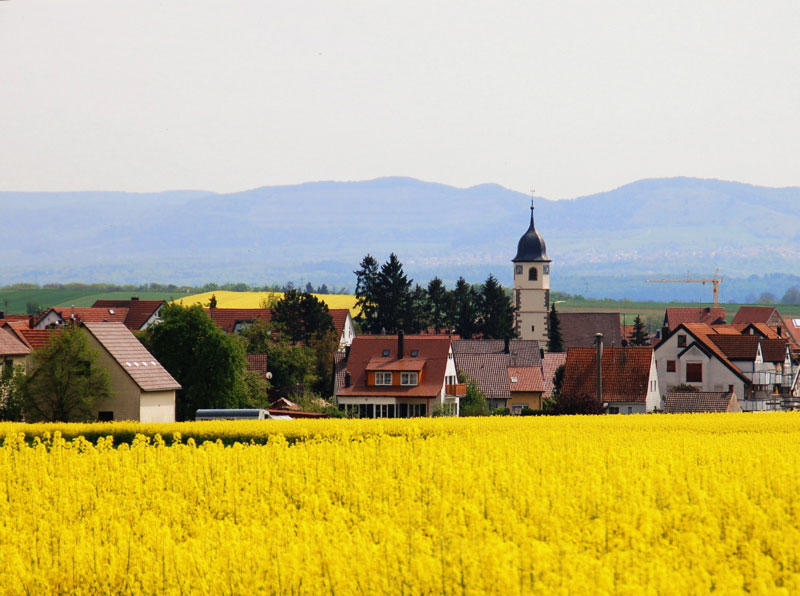
ヴォルフシュルーゲンのパノラマ

ヴォルフシュルーゲン (ドイツ語: Wolfschlugen、シュヴァーベン語: Wolfschluaga) は、ドイツ連邦共和国バーデン＝ヴュルテンベルク州シュトゥットガルト行政管区のエスリンゲン郡に属す町村で、フィルダー平地に位置している。この町は、シュトゥットガルト地方（1992年まではミッテレラー・ネッカー地方）およびシュトゥットガルト大都市圏に属す。

## 地理

### 位置
ヴォルフシュルーゲンの町域は、ネッカー川上流に向かって南東に下るフィルダー平地、海抜 414 m から約 350 m に位置している。降水は大部分がフェルバッハ川の2本の源流を介してネッカー川支流のアイヒ川に流れる。この町は、ニュルティンゲンの北西約 5 km、郡庁所在地エスリンゲン・アム・ネッカーの南南西約 10 km（いずれも直線距離）に位置する。

### 自治体の構成
自治体ヴォルフシュルーゲンには、ヴォルフシュルーゲン地区の他に地区はない。町域内には廃村ヴァルトハウゼンがある。農地名オプフェンヴァイル（またはオプフェンヴァイラー）も廃村の名前であるが、この集落の痕跡は遺されていない。

### 隣接する市町村
この町は、北はノイハウゼン・アウフ・デン・フィルデルン、東はウンターエンジンゲン、南東はニュルティンゲン、南西はアイヒタール、西はフィルダーシュタットと境を接している（いずれもエスリンゲン郡）。

### 土地利用
2020年現在のこの町の用途別土地面積および占有率は以下の通りである。
| 用途         | 面積 (ha) | 占有率 (%) |
| ------------ | --------- | ---------- |
| 住宅用地     | 78        | 11.0       |
| 商工業用地   | 23        | 3.3        |
| レジャー用地 | 8         | 1.1        |
| 交通用地     | 49        | 6.9        |
| 農業用地     | 418       | 58.8       |
| 森林         | 114       | 16.0       |
| 水域         | 1         | 0.1        |
| その他       | 20        | 2.8        |
| 合計         | 711       | 100.0      |

## 歴史

### 古代
ヴォルフシュルーゲンとウンターエンジンゲンとの間の森にあるローマ時代の農場跡はこの地域にローマ人が定住していたことを示す証拠である。

### 中世
中世盛期にはこの地域はシュヴァーベン公領に属した。ヴォルフシュルーゲンは1318年に初めて文献に記録されている。1380年にヴュルテンベルク伯エーバーハルト2世がこの集落に農村権を与えた、これにより集落から権利を有する村に発展した。中世後期にはヴォルフシュルーゲンはヴュルテンベルクのアムト・グレッツィンゲンに属した。

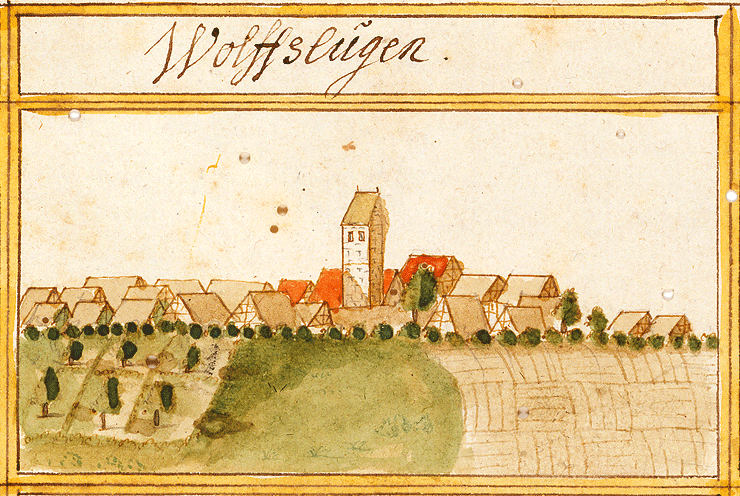
1683年頃にアンドレアス・キーザーが描いたヴォルフシュルーゲンの絵図

### 近世
1525年、ヴォルフシュルーゲンの3人の男が農民戦争に参加したために逮捕された。17世紀初め、この村には約400人が住んでおり、このうち約100人が学齢期の子供であった。1603年に福音主義教会が完全に改築されて現在の姿となった。1608年から1609年にミヒェル・クネルとイェルク・メルクリンによって町役場が建設された。三十年戦争では、他のヴュルテンベルクの村と同様に、ネルトリンゲンの戦いで敗北した後、酷く苦しめられた。人口は大きく減少し、戦前の人口に戻ったのは18世紀の初めになってからであった。1776年に最初の学校が造られた。

### 19世紀のヴォルフシュルーゲン
1806年に建国されたヴュルテンベルク王国の新しい行政組織が適用された後もヴォルフシュルーゲンは、何世紀も前から属していたオーバーアムト・ニュルティンゲンに留まった（ただし以前はアムト・ニュルティンゲンであった）。
1862年に歌唱クラブ「SV コンコルディア 1862 ヴォルフシュルーゲン e.V.」が、1866年に消防団が結成された。1899年にこの町で最初の電信所が造られた。

### 20世紀のヴォルフシュルーゲン
1928年にヴォルフシュルーゲン音楽クラブが設立された。1906年に最初の電話線が引かれ、1914年に電灯が設けられて、画期的な技術革新がなされた。
ナチ時代のヴュルテンベルクの郡再編により、この町は1938年にニュルティンゲン郡に属すこととなった。1945年にこの町はアメリカ管理地区の一部となり新設されたヴュルテンベルク＝バーデン州に属した。1952年にこの州から現在のバーデン＝ヴュルテンベルク州が形成された。1970年にスポーツグラウンドと多目的・体育館が完成した。
バーデン＝ヴュルテンベルク州の郡再編に伴ってニュルティンゲン郡が廃止されたことにより、ヴォルフシュルーゲンは1973年にエスリンゲン郡に編入された。
1993年に新しい体育館が完成した。

## 住民

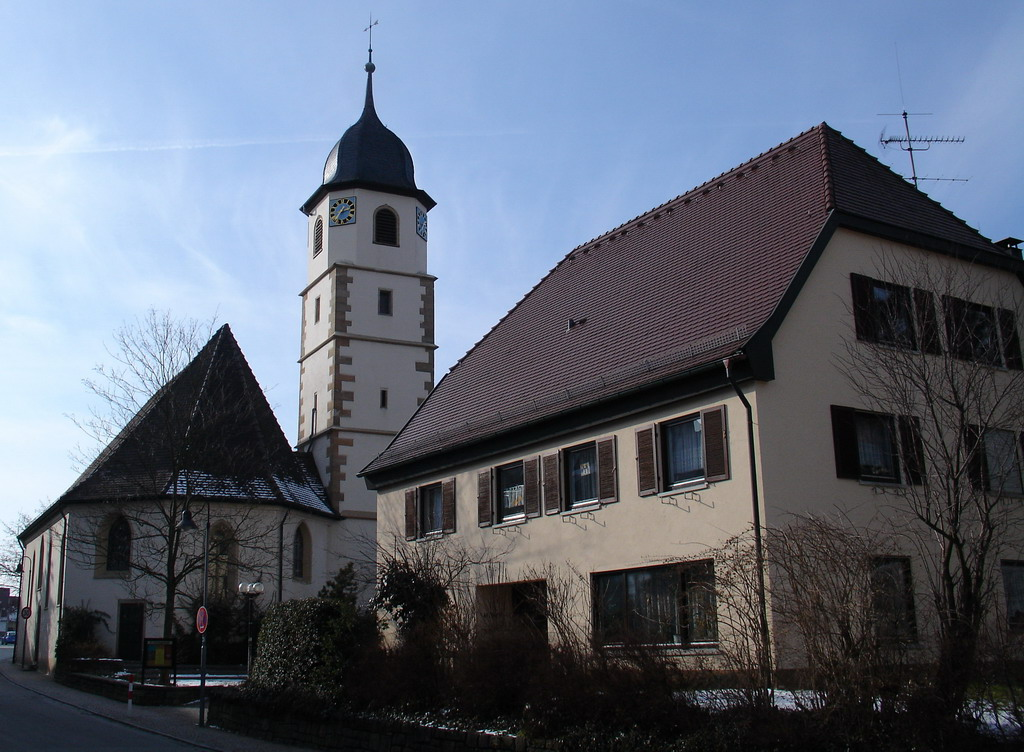
ヴォルフシュルーゲンの福音主義教会

### 宗教
宗教改革以後ヴォルフシュルーゲンでは福音主義が主流である。ヴォルフシュルーゲン福音主義教会には約3200人の信者が登録している。
第二次世界大戦後に故郷を逐われた人々が移住したことでローマ＝カトリック信者が増加した。ヴォルフシュルーゲン/ハルト・カトリック教会はニュルティンゲン聖ヨハネス教会の支教会であり、エスリンゲン＝ニュルティンゲン首席司祭区の第11司牧会に属す。
ヴォルフシュルーゲンには以下の3つの教会がある。
- 福音主義教会（キルヒ通り）1468年建造
- カトリック教会（ニュルティンガー通り）1982年建造
- 新使徒教会（ドイツ語版、英語版）（リート通り）1962年建造

### 人口推移
人口調査結果 (*) または州統計局の公式研究結果に基づく人口推移を以下に示す（この町を主たる住所地とする人口）。
| 時期           | 人口（人） |
| -------------- | ---------- |
| 1834年12月3日* | 1,206      |
| 1871年12月1日* | 1,281      |
| 1900年12月1日* | 1,407      |
| 1939年5月17日* | 1,762      |
| 1950年9月13日* | 2,239      |
| 1961年6月6日*  | 2,689      |
| 1970年5月27日* | 3,547      |
| 1987年5月25日* | 5,212      |
| 1991年12月31日 | 5,462      |
| 1995年12月31日 | 5,710      |
| 2000年12月31日 | 6,082      |
| 2005年12月31日 | 6,264      |
| 2010年12月31日 | 6,309      |
| 2015年12月31日 | 6,340      |
| 2020年12月31日 | 6,362      |

## 行政

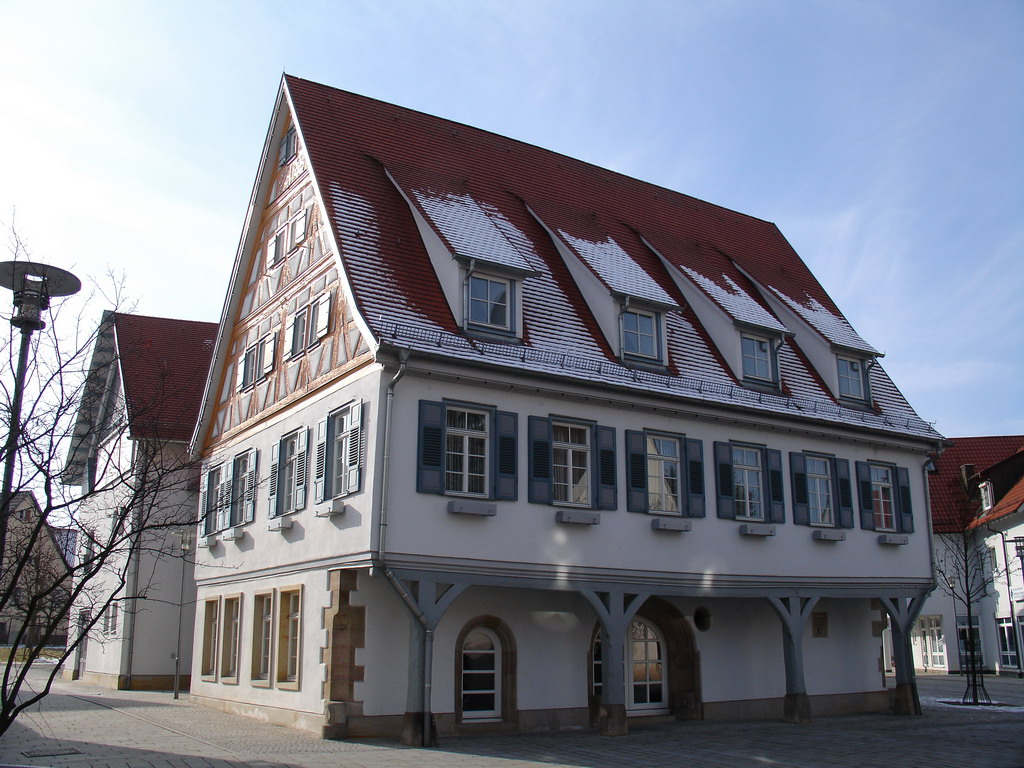
ヴォルフシュルーゲンの町役場

### 議会
ヴォルフシュルーゲンの町議会は14議席からなる。町議会はこれらの選出された名誉職の議員と、議長を務める町長で構成される。町長は町議会において投票権を有している。

### 首長
マティアス・ルクーは2010年3月にオトマール・エムハルトの後任として町長に就任した。エムハルトは32年間町長を務めた。

ヴォルフシュルーゲンの旗

### 紋章と旗
図柄: 金地に、少し斜めの大文字 Z の形をした黒いヴォルフスアンゲル。
ヴォルフシュルーゲンの紋章の最も古いデザインは、町役場の1608年の銘を刻んだ石に遺されている。黄色の背景に少し歪んだ黒いZは、（おそらく）様式化されたオオカミの罠（ヴォルフスアンゲル）を表現したものである。おそらくは地名にちなんでオオカミの罠のデザインが選択されたのであろう。ヴォルフスアンゲルは、餌をつけたドッペルハーケン（直訳: 二重のフック）でオオカミを捕獲するための道具である。この意匠は森のシンボル、石工の象徴、紋章に用いられている。
町の旗は、黒と金色に上下二分割された背景に紋章が描かれている。

### 姉妹自治体
- エスペンハイン（ドイツ、ザクセン州レータ（ドイツ語版、英語版）の市区）

福音主義教会は、2007年からスロヴェニアのリュブリャナ福音主義教会と姉妹教会関係にある。

## 経済と社会資本

### 経済史
17世紀末まで農業が主要な収入源であった。その後徐々に、たとえば壁職人、石工、大工、左官、レンガ職人、タイル職人といった他の職種もこの町に定着していった。これは多くの文書によって証明されている。
19世紀半ばから第一次世界大戦までヴォルフシュルーゲンは、ここで生産されていた刺繍で全国的に知られていた。このため刺繍学校も開講された。町役場の刺繍展示がこの時代の情報を提供している。
第二次世界大戦中に小規模な工業系企業が進出し始めた。現在ヴォルフシュルーゲンには中小企業や数多くの手工業者がある。その多くはニュルティンゲン方面の工業地区に立地している。この工業地区は近年大きく拡大された。

### 教育施設
ヴォルフシュルーゲンには教会が運営する幼稚園が1園と宗教とは関係のない幼稚園が3園、あわせて10クラスがある。町には基礎課程学校が1校ある。本課程学校は2010年7月に廃止され、隣接するノイハウゼンとともに学校連合を形成して、ノイハウゼンで作業実科学校課程を有する本課程学校を運営している。
ヴォルフシュルーゲン町立図書館（ラートハウス通り1）は誰でも入館することができる。

### ライフライン
町の電力網および天然ガス供給は、2016年1月1日からフェアネッツ GmbH ロイトリンゲンによって運営されている。ヴォルフシュルーゲンはフィルダー水供給目的連合に加盟しており、ネッカータールフィンゲンのポンプ場から飲用水を供給している。排水の浄化はヴィンケルヴィーゼンの汚水処理場で行っている。廃棄物処理はエスリンゲン郡の廃棄物処理会社が担当している。有機ゴミ、家庭ゴミ、紙類を分別収集している。グリューナー・プンクトが表示された包装材は、いわゆるゲルバー・ザック（直訳: 黄色い袋）で収集される。粗大ゴミは年2回引換券を提示することで無料回収され、あるいは処分場へ持ち込みも可能である。処分場では電化製品や金属製品、再利用可能な素材も引き取ってもらうことができる。

### 交通
ヴォルフシュルーゲンは、州道1205号線（フィルダーシュタット - ニュルティンゲン）および1202号線（ノイハウゼン行き）沿いに位置している。この他に郡道1222号線経由でアイヒタールに入りグレッツィンゲンにも接続している。連邦アウトバーン8号線シュトゥットガルト - ミュンヘン線は、町の北約 5 km を通っている。ヴォルフシュルーゲンは、インターチェンジ No. 54 エスリンゲンを使ってアクセスする。町の約 8 km 北にシュトゥットガルト空港がある。この空港はバーデン＝ヴュルテンベルク州で最大の最も重要な空港である。
ヴォルフシュルーゲンは3本のバス路線によって近隣自治体と結ばれている。SSBのバス路線74は、日中15分間隔でニュルティンゲンからシュトゥットガルト＝デガーロッホまでの間を運行している。バス路線X4は、以前はニュルティンゲンやフィルダーシュタットへの往来の大部分を担っていた74番路線と同じコースをベルンハウゼンまで運行している。この新しい路線によって74番とX4番は旧74番路線（現在も運行している）を半分ずつ担当する形になっている。ニュルティンゲンでは鉄道プロヒンゲン - インメンディンゲン線に、シュトゥットガルト＝デガーロッホではシュトゥットガルトSバーンに接続する。それより前のフィルダーシュタット＝ベルンハウゼンではショルンドルフ行きのSバーン2号線に接続する。フィルダーエクスプレスのバス路線120は日中1時間間隔でヴォルフシュルーゲンとエスリンゲンとを結んでいる。

## 関連図書
- Hans Schwenkel (1953). Heimatbuch des Kreises Nürtingen. Band 2. Würzburg. pp. 1268–1286
- Klaus E. Bleich et al. (1994). Wolfschlugen. Die Gemeinde und ihre Geschichte. Stuttgart: Wegrahistorik-Verlag. ISBN 978-3-929315-02-8
- Martin Luik; Dieter Müller Theiss (1999). Römerzeitliche Geländedenkmäler. Heft 2: Die römischen Gutshöfe von Esslingen-Berkheim und Wolfschlugen (Landkreis Esslingen). Stuttgart: Theiss. ISBN 978-3-8062-1474-1
- Jörg Biel (1974). Der römische Gutshof „Waldhauser Schloß“ bei Wolfschlugen, Kreis Esslingen. Landesdenkmalamt, Stuttgart. p. 4
- Landesarchiv Baden-Württemberg i. V., Landkreis Esslingen, ed (2009). Der Landkreis Esslingen, Band 2. Ostfildern: Jan Thorbecke Verlag. ISBN 978-3-7995-0842-1
- Franz Hanisch (1975). Wolfschlugen – Wissenswertes über einen Ort. Genossenschaftsbank Wolfschlugen. OCLC 313777790
- August Friedrich Pauly, ed (1848). “Wolfschlugen”. Beschreibung des Oberamts Nürtingen. Die Württembergischen Oberamtsbeschreibungen 1824–1886. Band 25. Stuttgart / Tübingen: Cotta’sche Verlagsbuchhandlung. pp. 222–226